# Christian Schad
Christian Schad (21 de agosto de 1894 en Miesbach, Oberbayern - 25 de febrero de 1982) fue un pintor alemán relacionado con el movimiento de la Nueva objetividad.

## Vida
Schad estudió en la academia de arte de Múnich. En 1915, para evitar servir en la Primera Guerra Mundial, huyó a Suiza donde participó en el movimiento dadaísta. A partir de 1918, Schad desarrolló su propia versión del fotograma (imagen fotográfica obtenida colocando objetos sobre una superficie sensible y exponiéndolos directamente a la luz); Schad llamó a sus fotogramas «schadografías», en los que se imprimía una silueta sobre papel sensible a la luz. En 1920, pasó un año en Roma y Nápoles. En esta época desarrolló su amistad con el escritor y dadaísta Walter Serner. En 1925, emigró a Viena. Sus pinturas de este periodo están asociadas al movimiento de la Nueva objetividad. A finales de los años veinte, regresó a Berlín, donde se estableció. Aunque muchos consideran que él debió horrorizarse por el nazismo, lo cierto es que su arte no resultó condenado de la misma manera que el resto de artistas de la Nueva objetividad como Otto Dix, George Grosz, y Max Beckmann.

## Obra
Su obra se conoce por su representación de la cultura de los cafés durante la República de Weimar, Alemania, años 1920. Contiene francas representaciones de la sensualidad y aparente liberalidad, pero sus figuras tienen un comportamiento duro y frío, obviamente afectados aún por la guerra.